# 10218 Bierstadt
10218 Bierstadt è un asteroide della fascia principale. Scoperto nel 1997, presenta un'orbita caratterizzata da un semiasse maggiore pari a 2,3964937 UA e da un'eccentricità di 0,1587131, inclinata di 3,20596° rispetto all'eclittica.